# (1505) Koranna
(1505) Koranna – planetoida z pasa głównego asteroid okrążająca Słońce w ciągu 4 lat i 126 dni w średniej odległości 2,66 au. Została odkryta 21 kwietnia 1939 roku w Union Observatory w Johannesburgu przez Cyrila Jacksona. Nazwa planetoidy pochodzi od Koranny, plemienia Buszmenów zamieszkujących pustynię Kalahari. Przed nadaniem nazwy planetoida nosiła oznaczenie tymczasowe (1505) 1939 HH.